# 米勒副鰻鯰
米勒副鰻鯰，為輻鰭魚綱鯰形目鰻鯰科的其中一種，分布於澳洲北領地海域，體長可達26.8公分，為底棲性魚類，棲息在珊瑚礁，屬肉食性，以甲殼類、腹足類等為食。